# Malus asiatica
Malus asiatica är en rosväxtart som beskrevs av Takenoshin Nakai. Malus asiatica ingår i släktet aplar, och familjen rosväxter.
Denna växt odlas i Kinas tempererade områden och på Koreahalvön. Det är inte utrett om det finns vilda populationer kvar. Äppelträdet hittas i låglandet och i bergstrakter upp till 2800 meter över havet. Det blir vanligen 4 till 6 meter högt om blommar mellan april och maj. Frukterna mognar under augusti och september. Malus asiatica växer ofta på sandiga plana ytor eller sluttningar. Exemplar som registreras utanför odlingsmark är antagligen förvildade individer.
För beståndet är inga hot kända. Ifall det finns ursprungliga vilda bestånd behövs informationer om populationens storlek. IUCN listar arten med kunskapsbrist (DD).

## Underarter
Arten delas in i följande underarter:
- M. a. rinkii
- M. a. yamamoto
- M. a. rubra
- M. a. lutea

## Bildgalleri

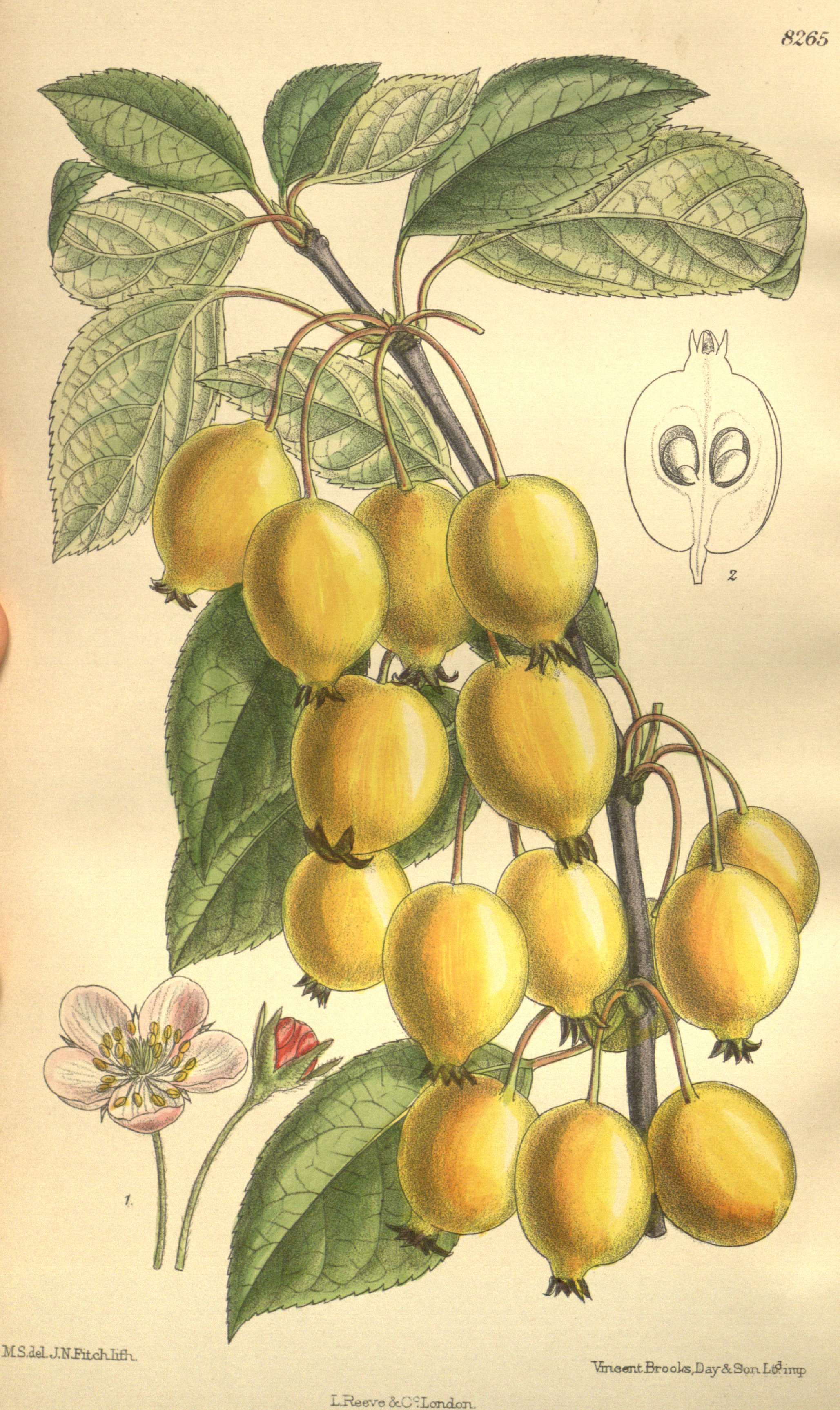